# Zorats Karer
Zorats Karer (en armeni: Զորաց Քարեր, localment Դիք-դիք քարեր Dik-dik karer), també anomenat Karahunj, Qarahunj o Carahunge i Carenish, és un jaciment arqueològic prehistòric a 2 km al nord de la petita localitat de Sisian, a la província de Siunik. Es tracta d'un camp de menhirs de pedra volcànica que alguns consideren el Stonehenge d'Armènia.
Alguns historiadors armenis consideren que Zorats Karer (Kochun Dach en turc) tindria una antiguitat de 7.500 anys o més, molt major que els seus equivalents cèltics, i que es va construir amb finalitats astronòmiques, d'aquí el nom d'observatori de Karahunj. A 10 km cap al nord-oest, a Angeghakot, prop del riu, s'han trobat instruments peleolítics de l'edat del bronze. Al costat oposat, a 15 km al nord de Zorats Karer, es troben els petròglifs d'Ughtasar, més de 2.000 pedres decorades en el Paleolític al vessant de la muntanya d'Ughtasar (la 'muntanya del Camell'), un volcà de 3.300 m d'altitud.

## Ubicació
Carahunge (Karahunj és el nom d'un poble a 40 km) es troba a una latitud de 39° 34' i a una longitud de 46° 01' en un pla muntanyenc a una altitud de 1.770 m i ocupa un territori d'aproximadament 7 hectàrees al costat esquerre del congost del riu Donar, afluent del riu Vorotan (a 2 km). Està localitzat en un promontori pedregós prop de Sisian.

## Nom
L'historiador armeni Stepanos Orbelian, en Història de Siunik (s. I-XII), va esmentar que a Tsluk (Yevalakh), a la regió d'Armènia, prop de la ciutat de Sisian, hi havia un poble anomenat Carunge.
El nom de Carahunge deriva de dues paraules armènies: car o kar (en armeni: հունչ), que significa 'pedra' i hunge o hoonch (en armeni, քար), que significa 'so'. Per això el nom Carahunge significa 'pedres que parlen'.
Aquesta interpretació es relaciona amb el fet que les muntanyes produeixen una espècie de xiulits en un dia ventós, segurament a causa dels molts forats oberts en diferents llocs de les pedres des de temps prehistòrics.
El 2004, el lloc fou oficialment anomenat Observatori de Karahunj (Carahunge), per decret parlamentari.
Carahunge és també conegut com a Zorats Karer (Զորաց Քարեր), Dik-dik Karer (Դիք-դիք քարեր), i Tsits Karer (Ցից Քարեր), que significa 'pedres verticals' en armeni.

## Jaciment
El jaciment de Carahunge consta del cercle central, el braç nord, el braç sud, l'avinguda N-I, la tangent (creuant el cercle) i les pedres verticals separades.
Al jaciment hi abunden les pedres enfilades, les cistes funeràries i les pedres verticals o menhirs. En total, 223 pedres.
L'alçada de les pedres oscil·la de 0,5 a 3 m (sobre el sòl), amb un pes de fins a 10 tones. Són pedres de basalt (andesita), erosionades pel temps i cobertes de molsa i líquens de diferents colors. La superfície de l'interior dels forats està millor preservada. Hi ha també moltes pedres trencades i sense catalogar.
Aproximadament 80 de les pedres presenten un forat circular, malgrat que només 37 de les pedres, amb 47 forats, romanen en peus. Arqueòlegs i astrònoms russos i armenis suggereixen que les pedres podrien haver estat utilitzades per a l'observació astronòmica. Dèsset de les pedres s'associen amb observacions d'albes o ocasos en els solsticis i equinoccis, i 14 amb els extrems lunars. Així i tot, encara en són conjectures, perquè els forats estan relativament inalterats i podrien no ser d'origen prehistòric.

## Recerques
La importància astronòmica de les estructures megalítiques de Zorats Karer foren estudiades en primer lloc per l'arqueòleg armeni Onik Khnkikyan al 1984. Un any després, l'astrofísica Elma Parsamyan divilgà la hipòtesi de l'existència d'un observatori astronòmic a Zorats Karer (Carahunge), alhora que analitzava altres llocs megalítics de Metzamor i Angeghakot.
El 1994-2001, el radiofísic Paris Herouni i el seu equip de recerca arribà a la conclusió ara discutida que Carahunge era l'observatori astronòmic més antic del món. El 1999, Herouni es posà en contacte amb l'arqueoastrònom americà Gerald Hawkins, conegut pel seu estudi de Stonehenge en què el considera un antic observatori astronòmic. En una carta a Herouni, el professor Hawkins confirmà les conclusions del seu col·lega sobre Zorats Karer.
Zorats Karer fou investigat el 2000 per arqueòlegs del Institut für Vorderasiatische Archäologie, de la Universitat de Múnic. Van identificar el lloc com una necròpoli datada en el pas de l'edat de bronze a l'edat de ferro, després de trobar una sèrie de tombes de pedra d'aquell període dins de l'àrea. Stephan Kroll, que dirigia l'equip, també conclogué que les línies de pedres eren les restes de la muralla d'una ciutat, possiblement del període hel·lenístic, construïda amb còdols i fang, amb pedres verticals com a reforç.
Una valoració més crítica recent troba diversos problemes amb les interpretacions arqueoastronòmiques del lloc. L'avinguda nord-est, que s'estén 50 m des del centre, s'ha associat de manera inconsistent amb el solstici d'estiu, el lunastici major del nord, o la sortida de Venus. Herouni havia postulat que per utilitzar els forats en els megàlits per a observacions astronòmiques prou precises com per determinar la data dels solsticis, hauria calgut restringir el camp de visió inserint un tub estret en les perforacions existents. Sense aquestes modificacions, de les quals no hi ha evidència arqueològica, la importància astronòmica de les orientacions dels forats desapareix. Com a conseqüència, González-Garcia conclogué que les reclamacions dels arqueoastrònoms són insostenibles, malgrat que el lloc mereix recerques més àmplies per determinar-ne el potencial astronòmic.

## Museu
A la propera ciutat de Sisian, hi ha un petit museu dedicat a les troballes de l'àrea, incloent els petròglifs paleolítics trobats a les parts altes de la muntanya, i els objectes de l'edat de bronze trobats en unes 200 fosses d'enterrament.

## Galeria de Karahunj (Zorats Karer)

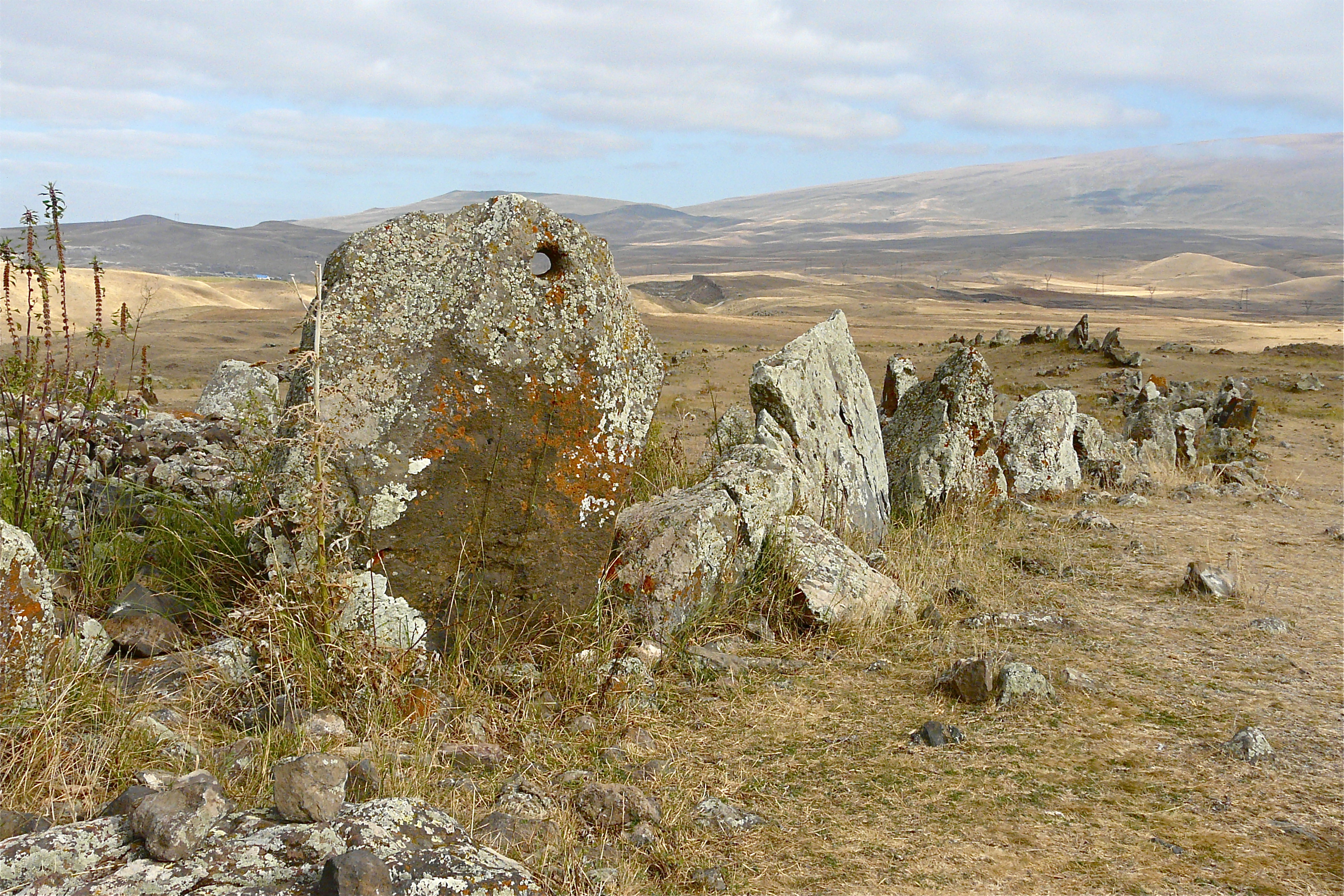
Filera de pedres amb forat
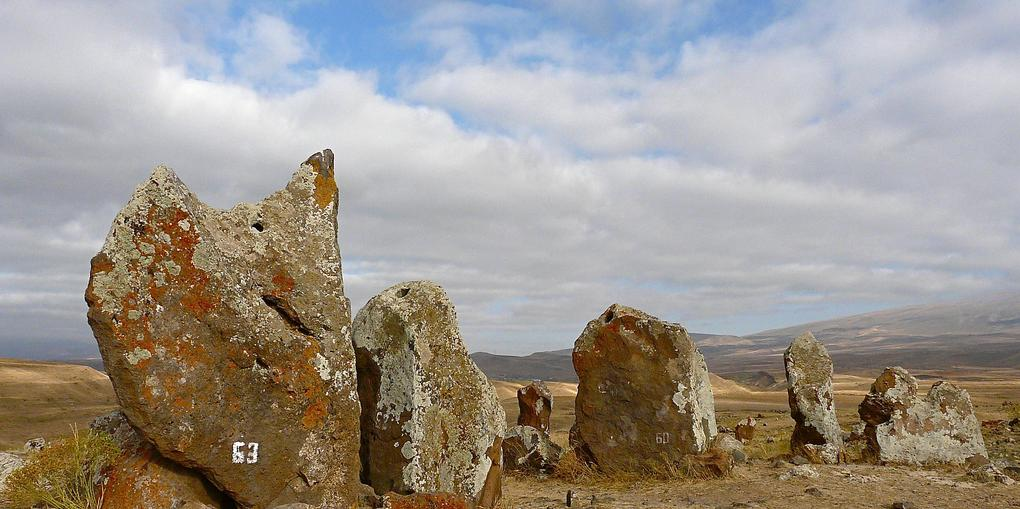
Filera de pedres
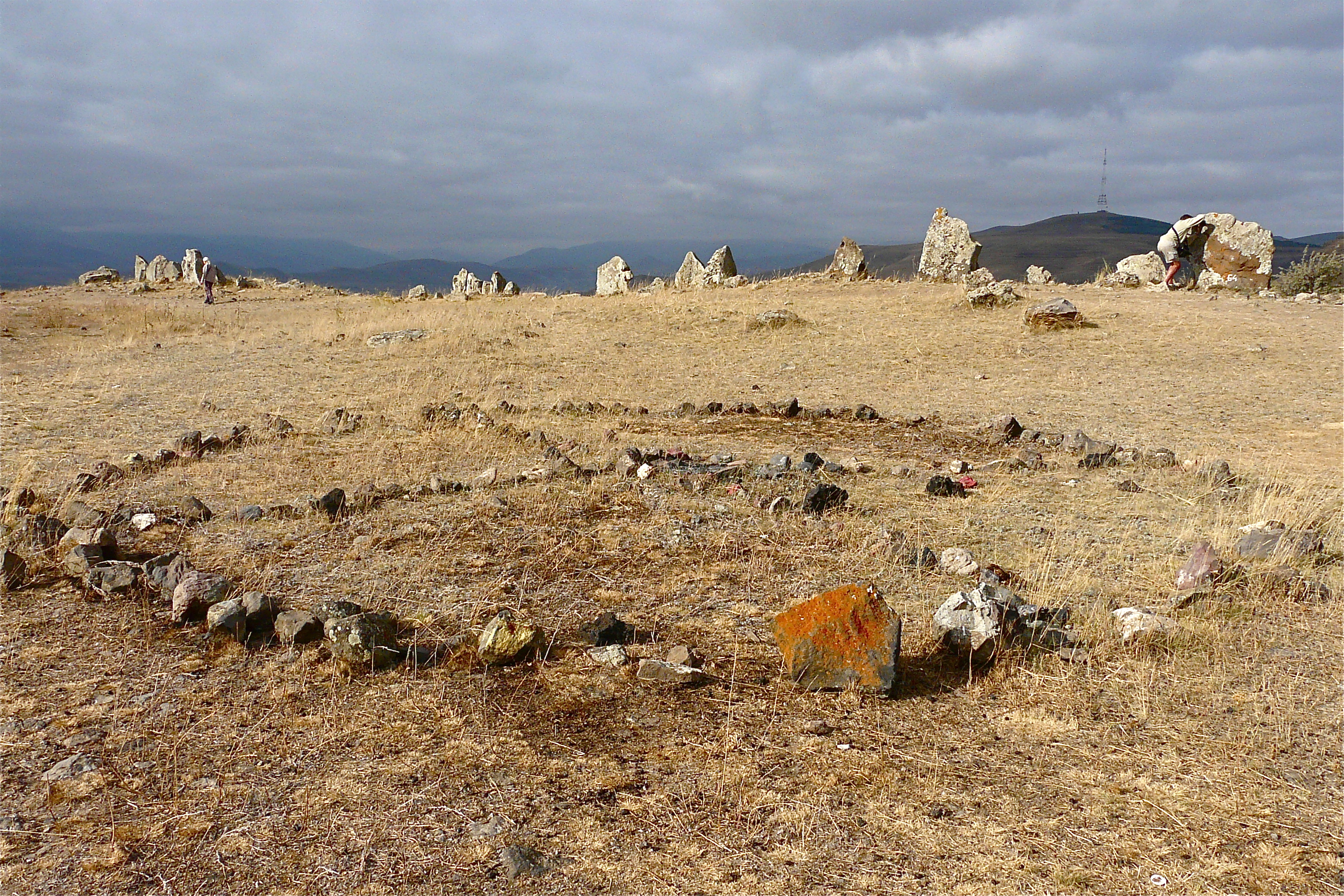
Interior del jaciment
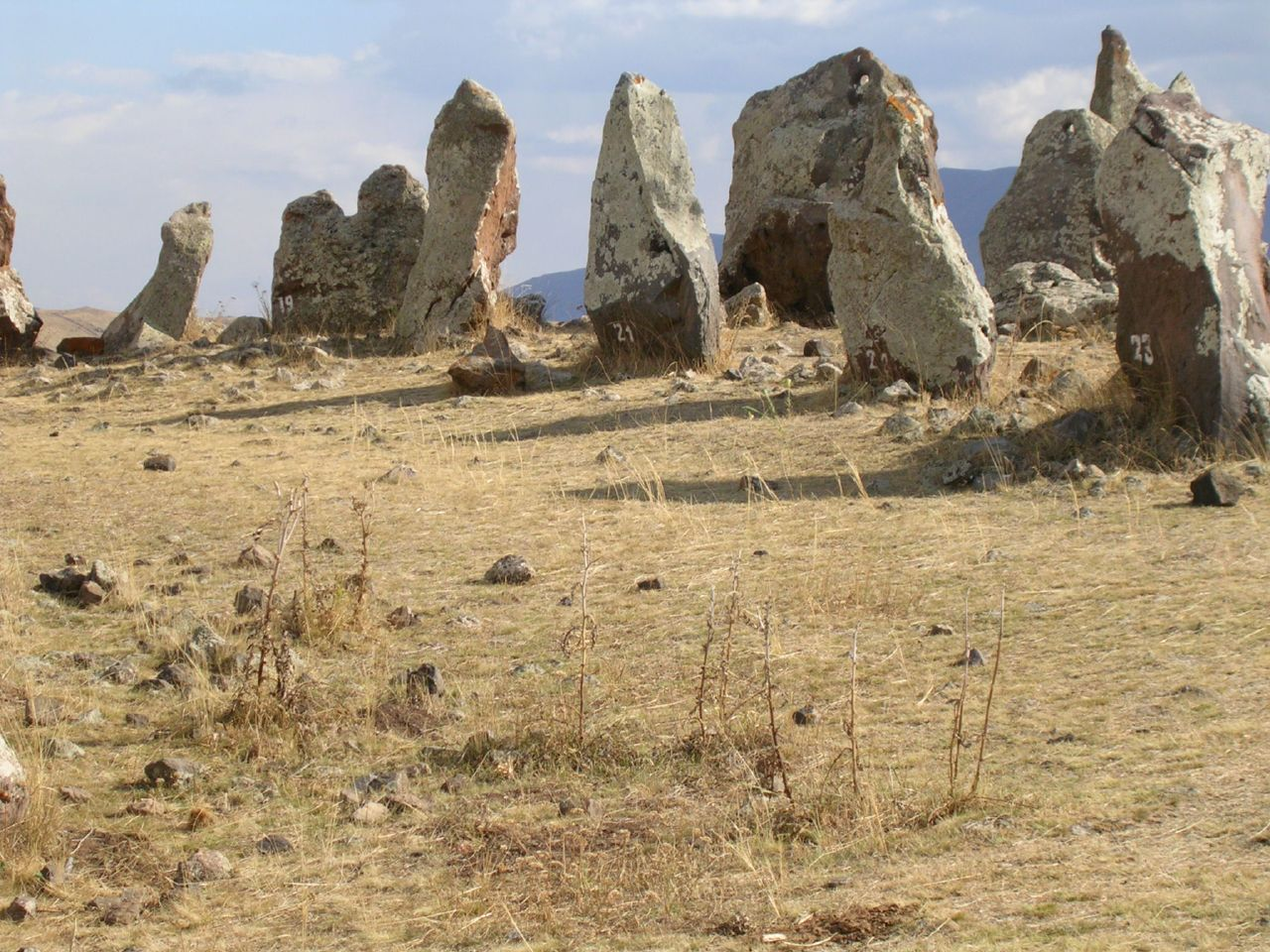
Filera de pedres del cercle central
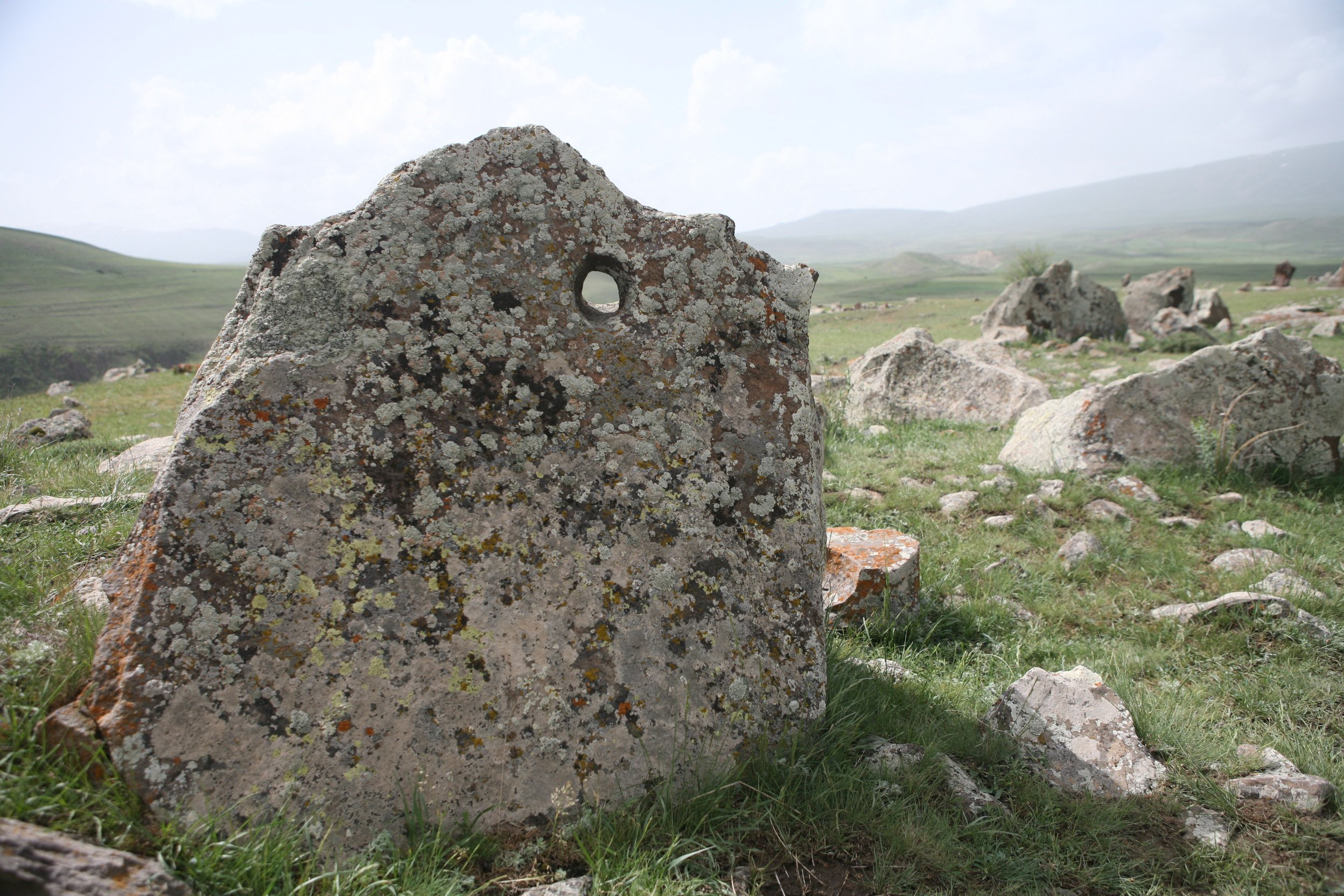
Pedra amb forat
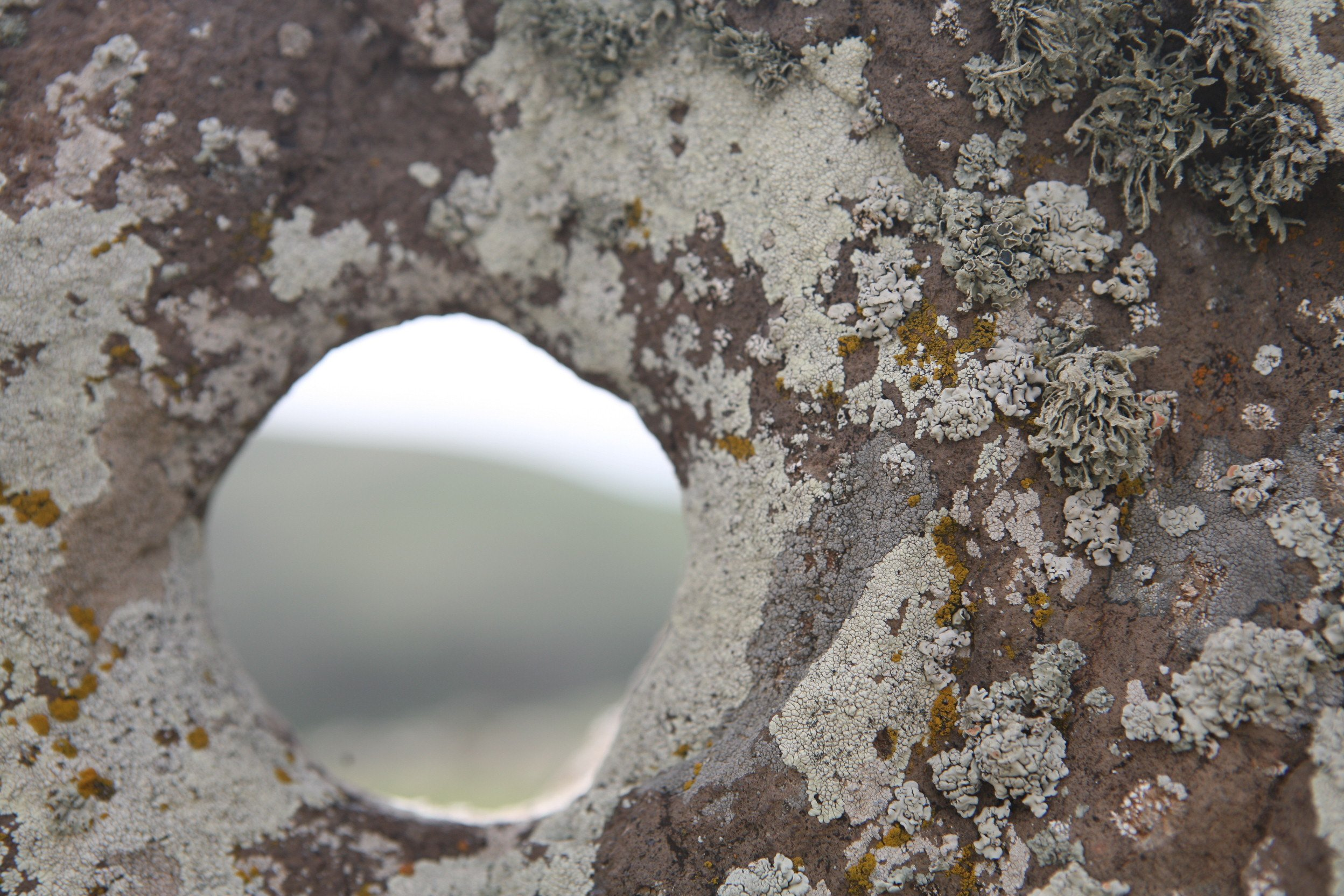
Detall d'un forat
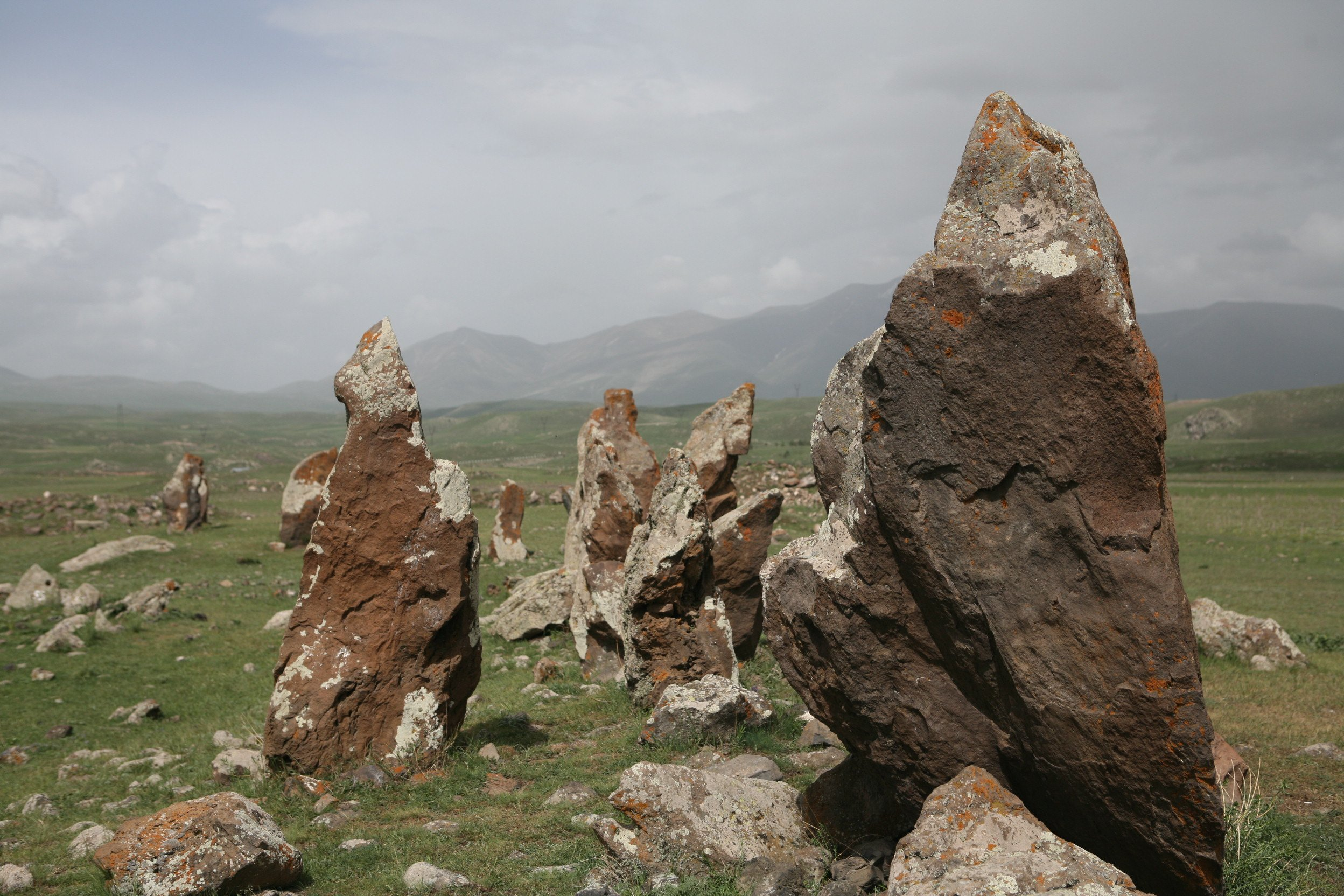
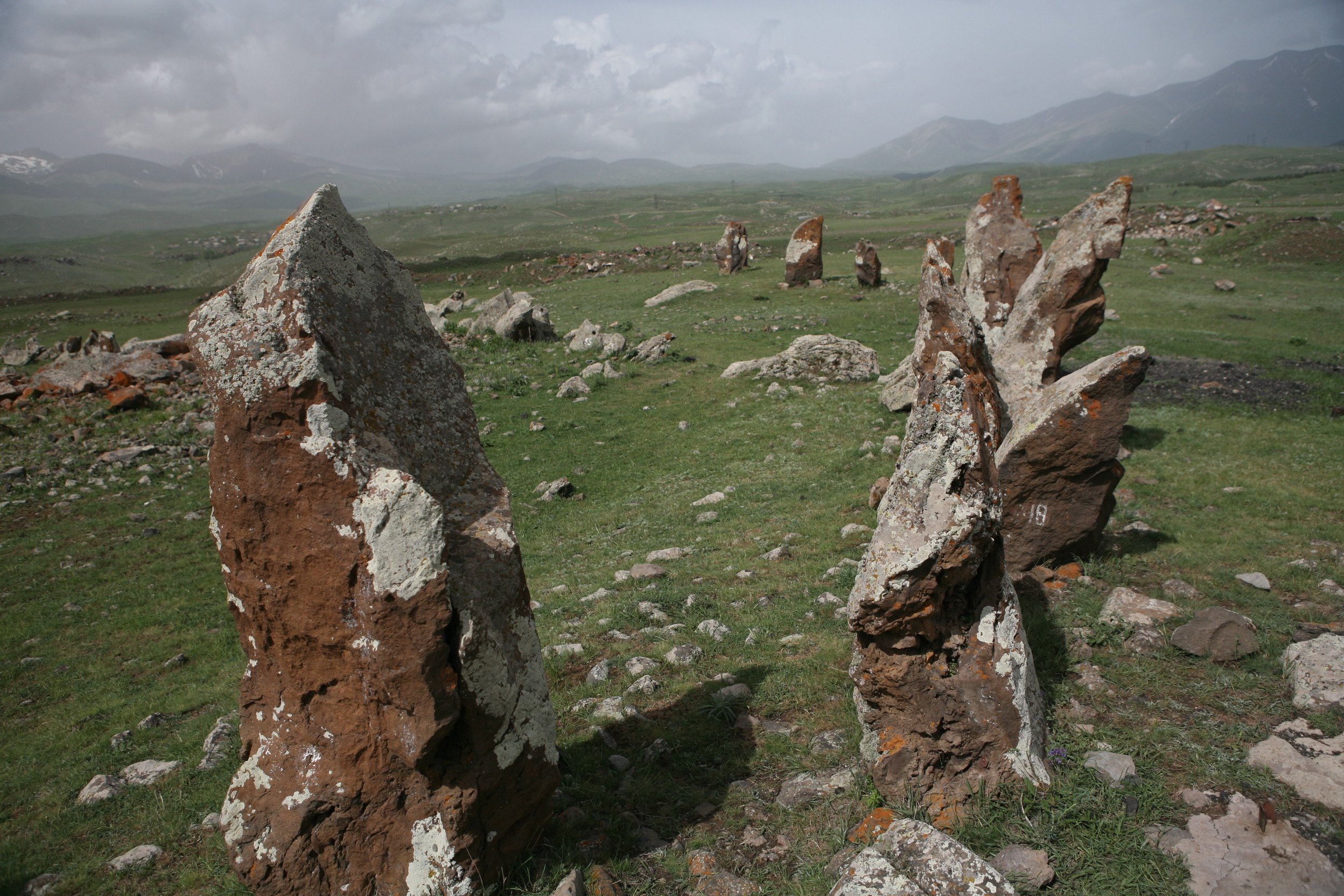
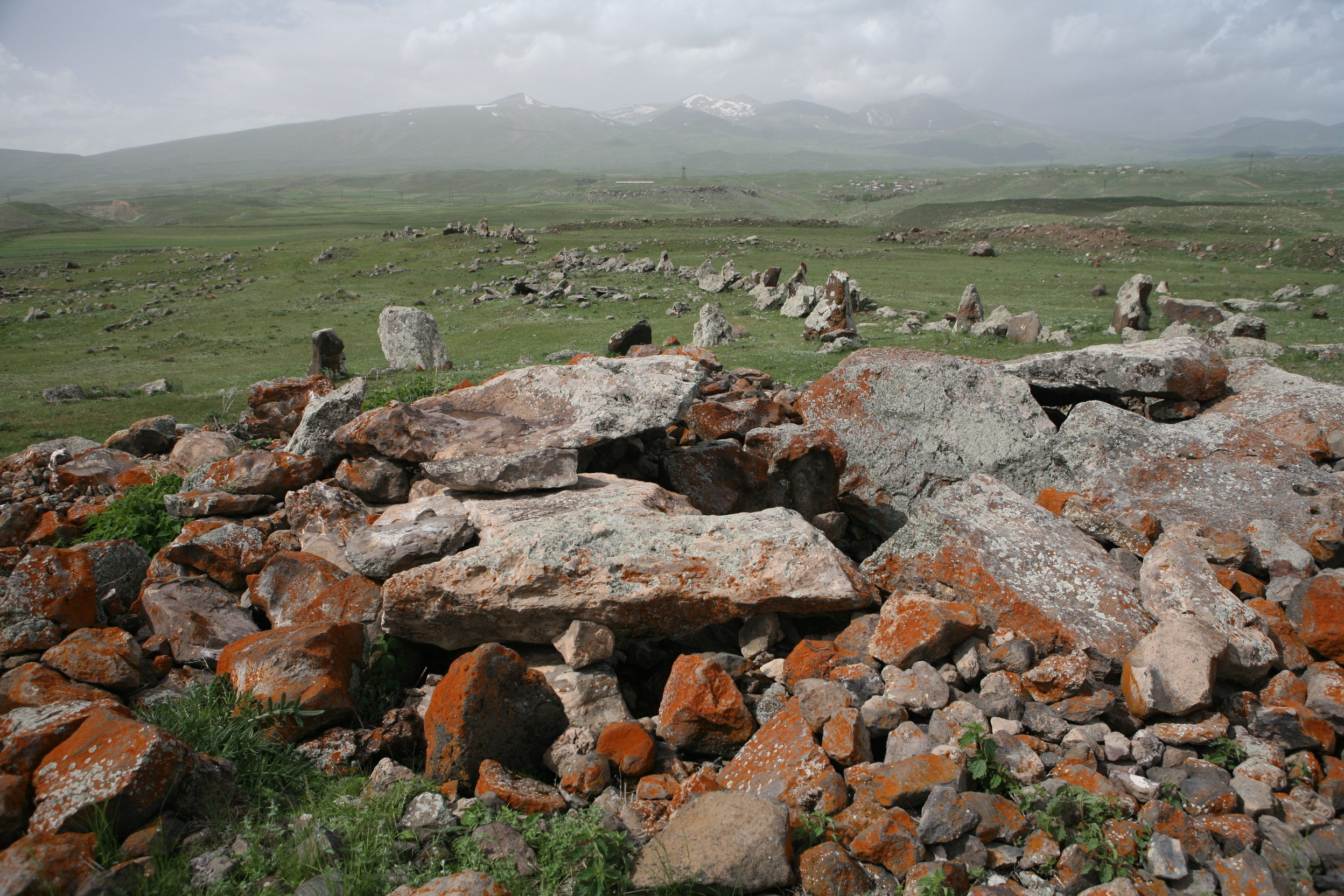
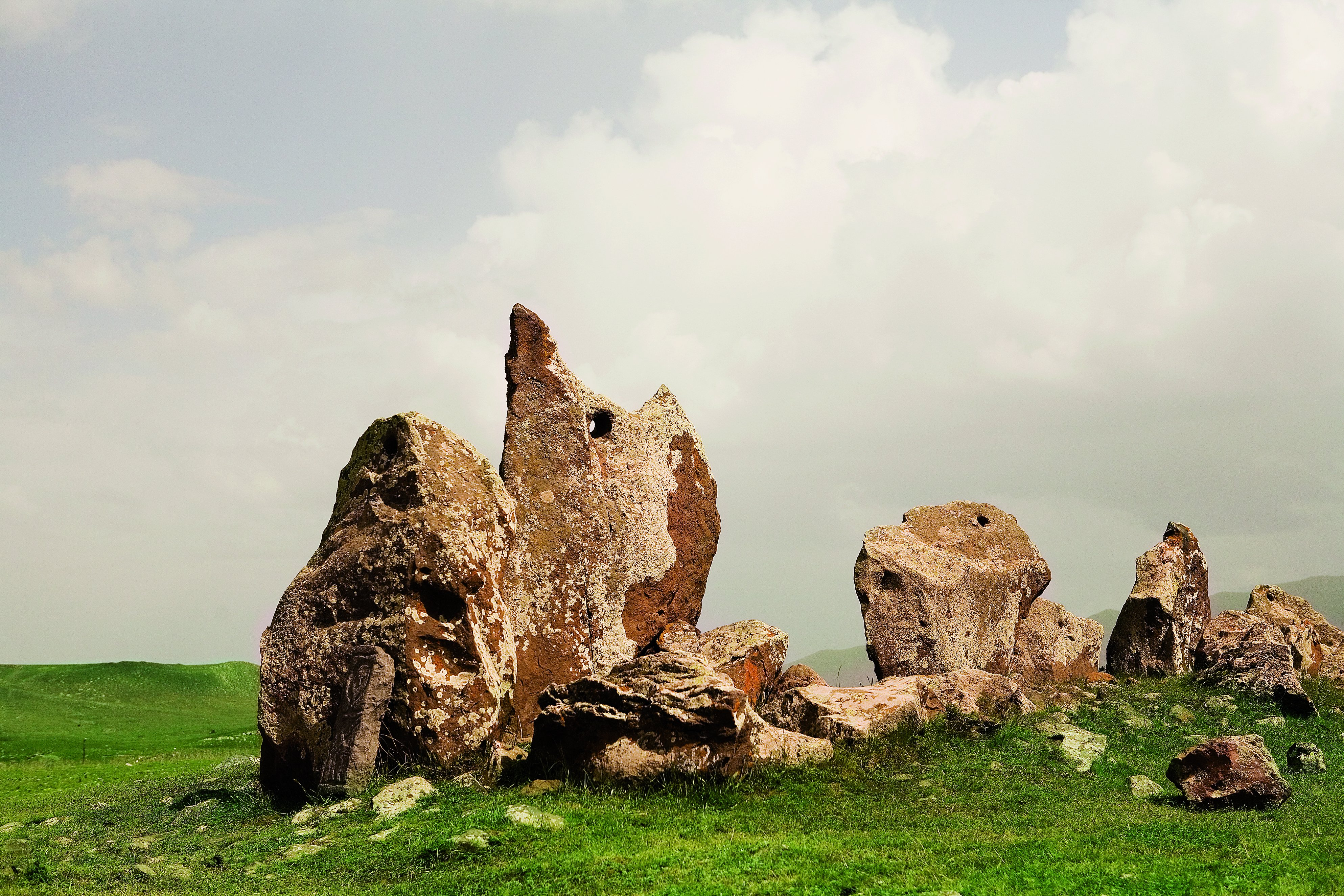
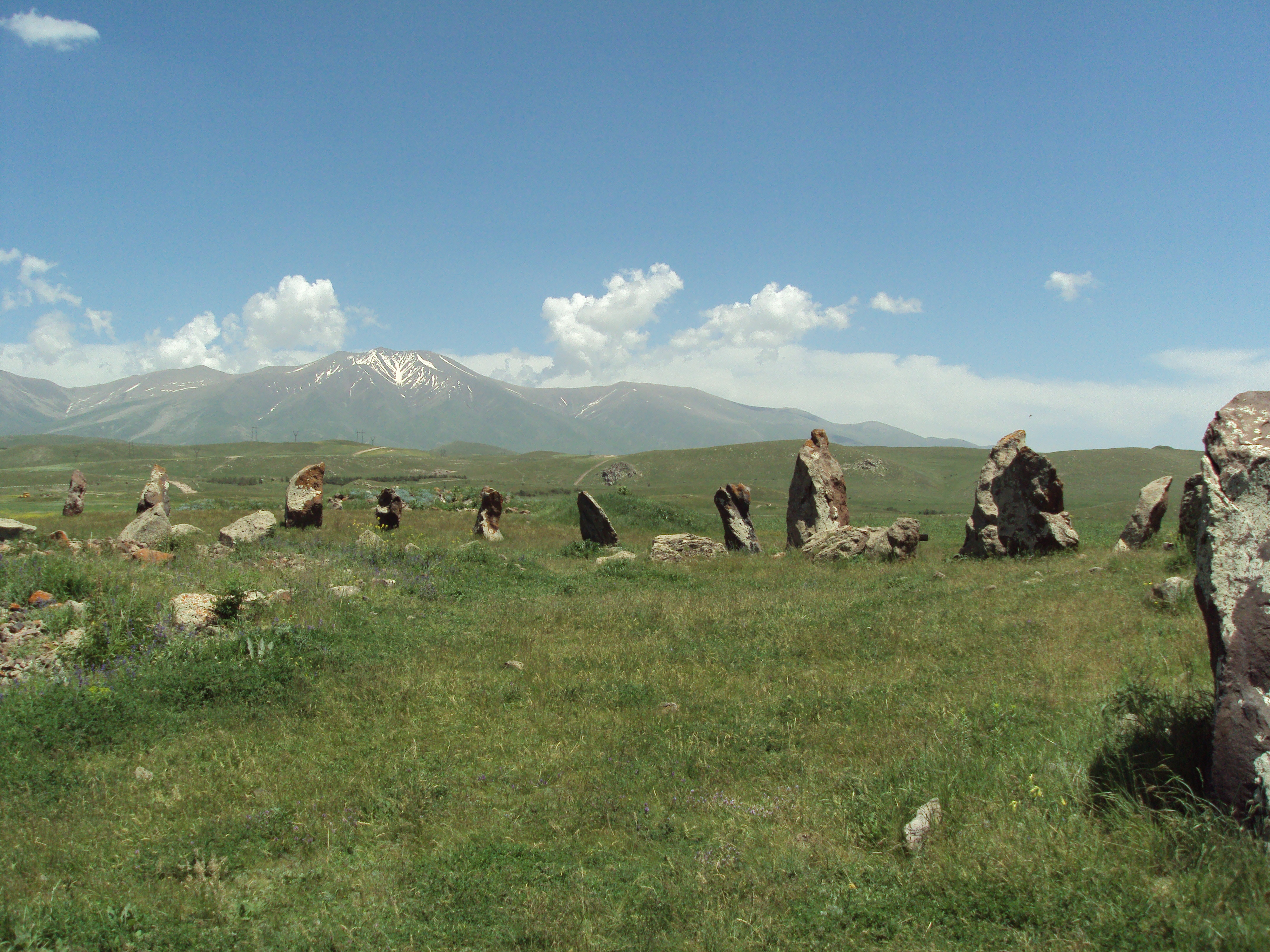
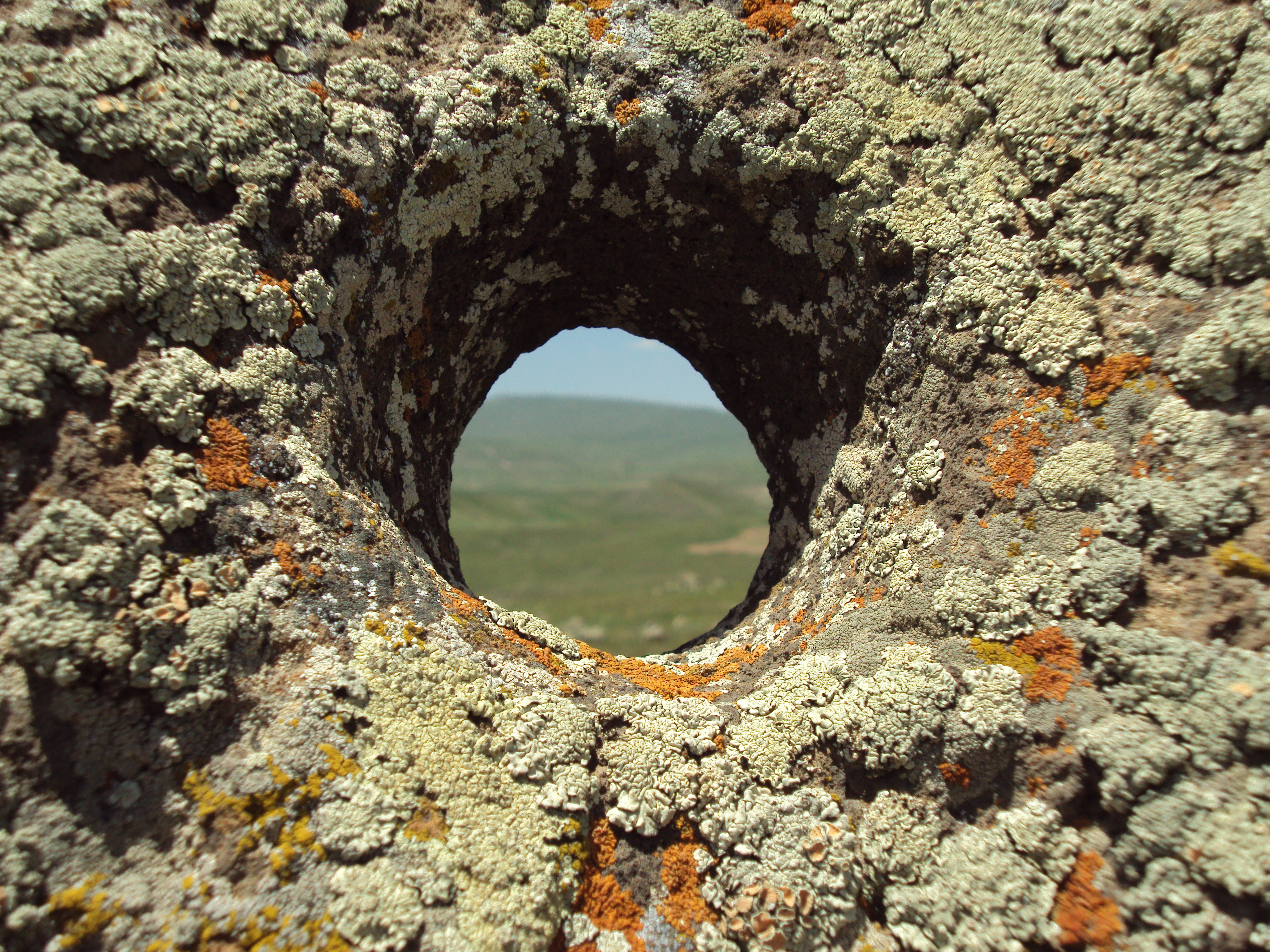
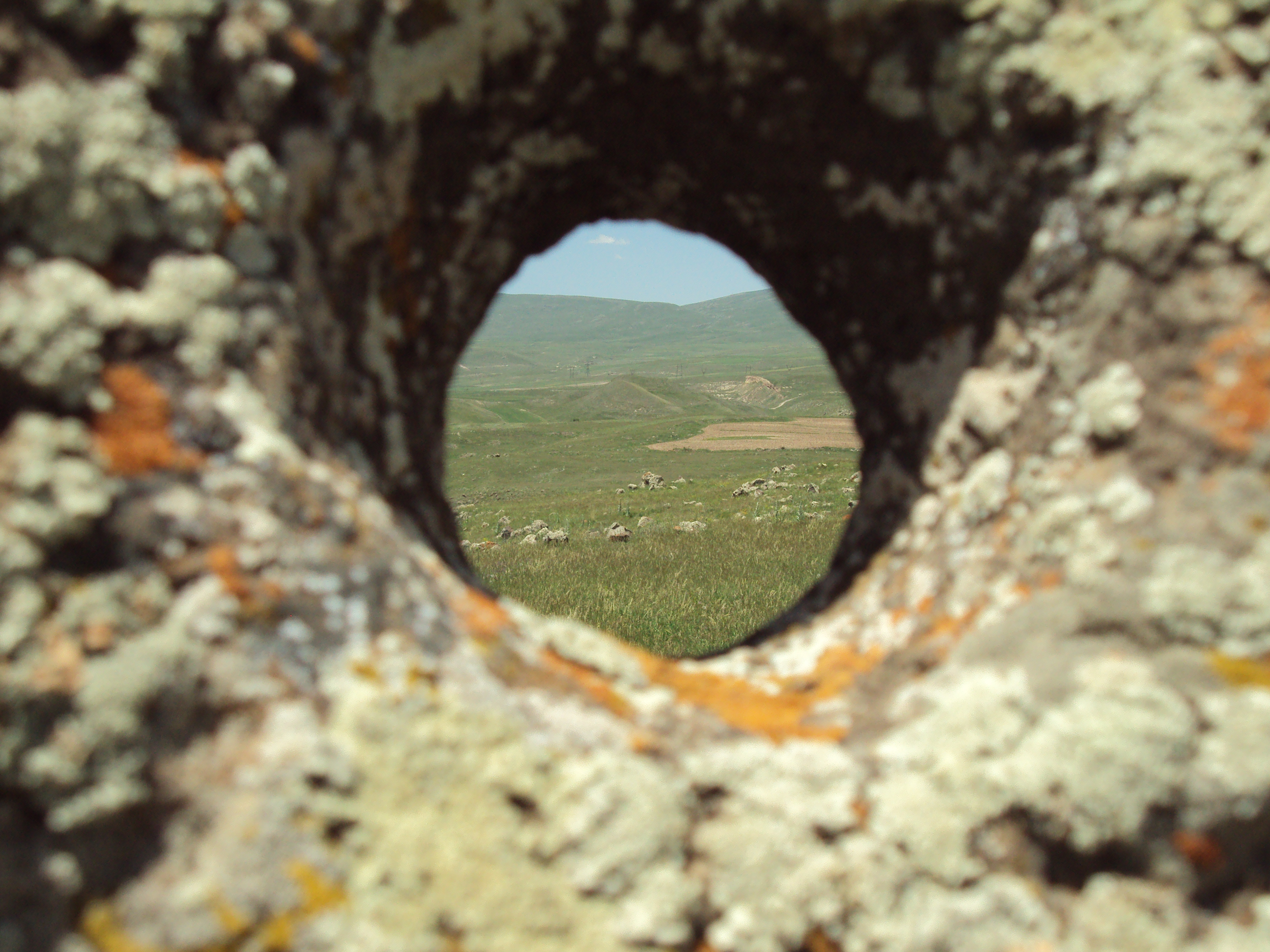
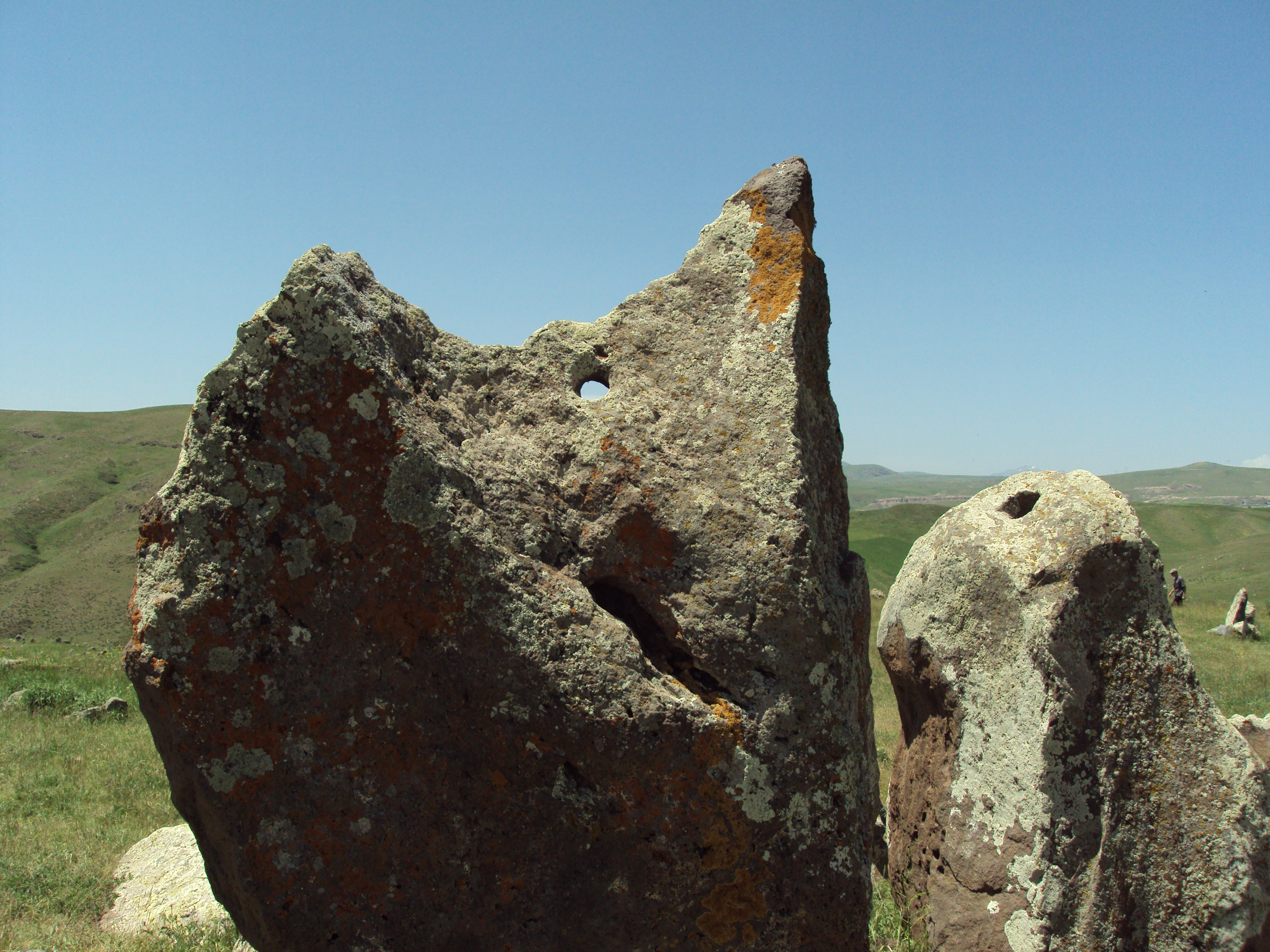
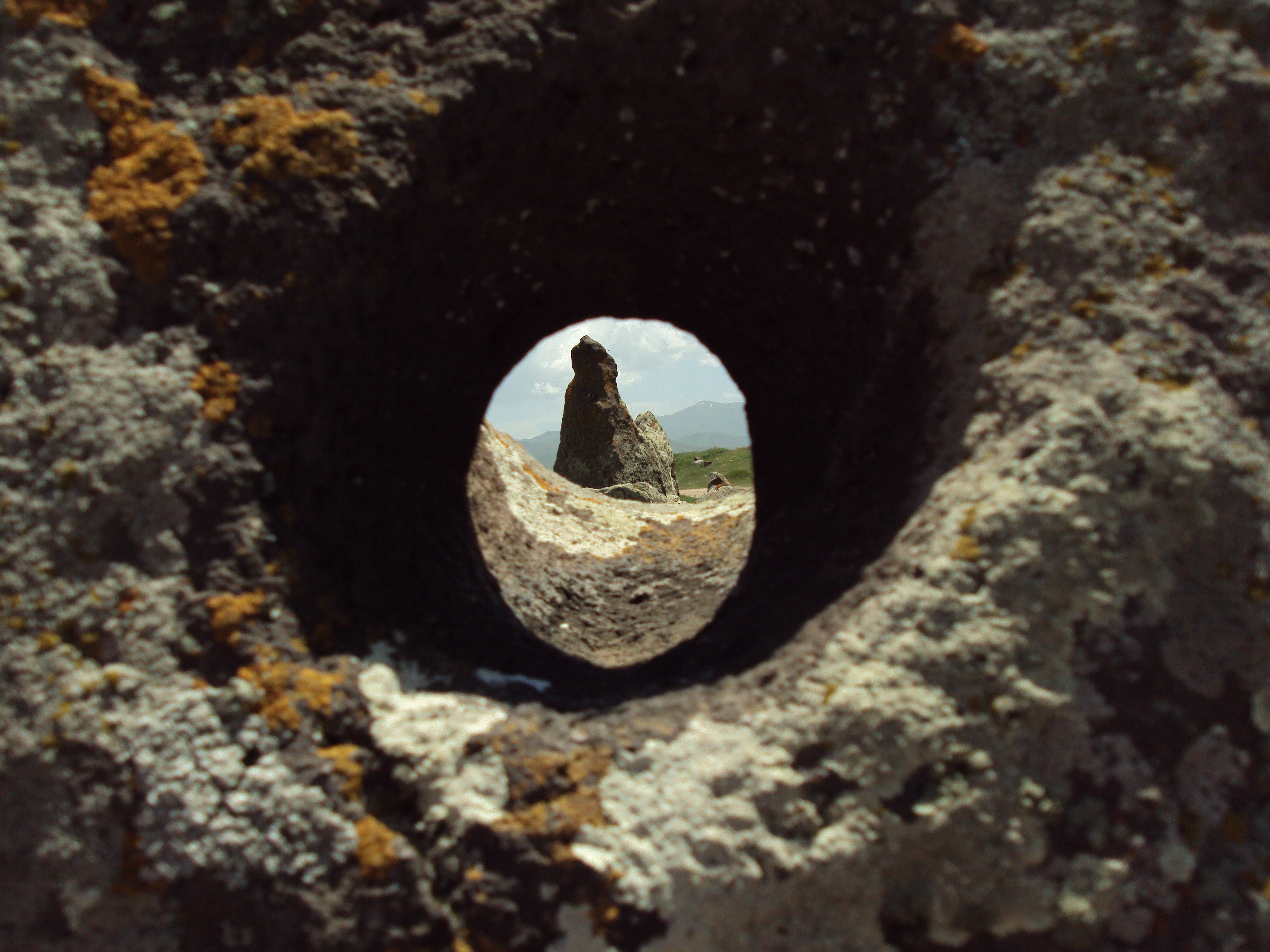